# Collection Jean Walter et Paul Guillaume

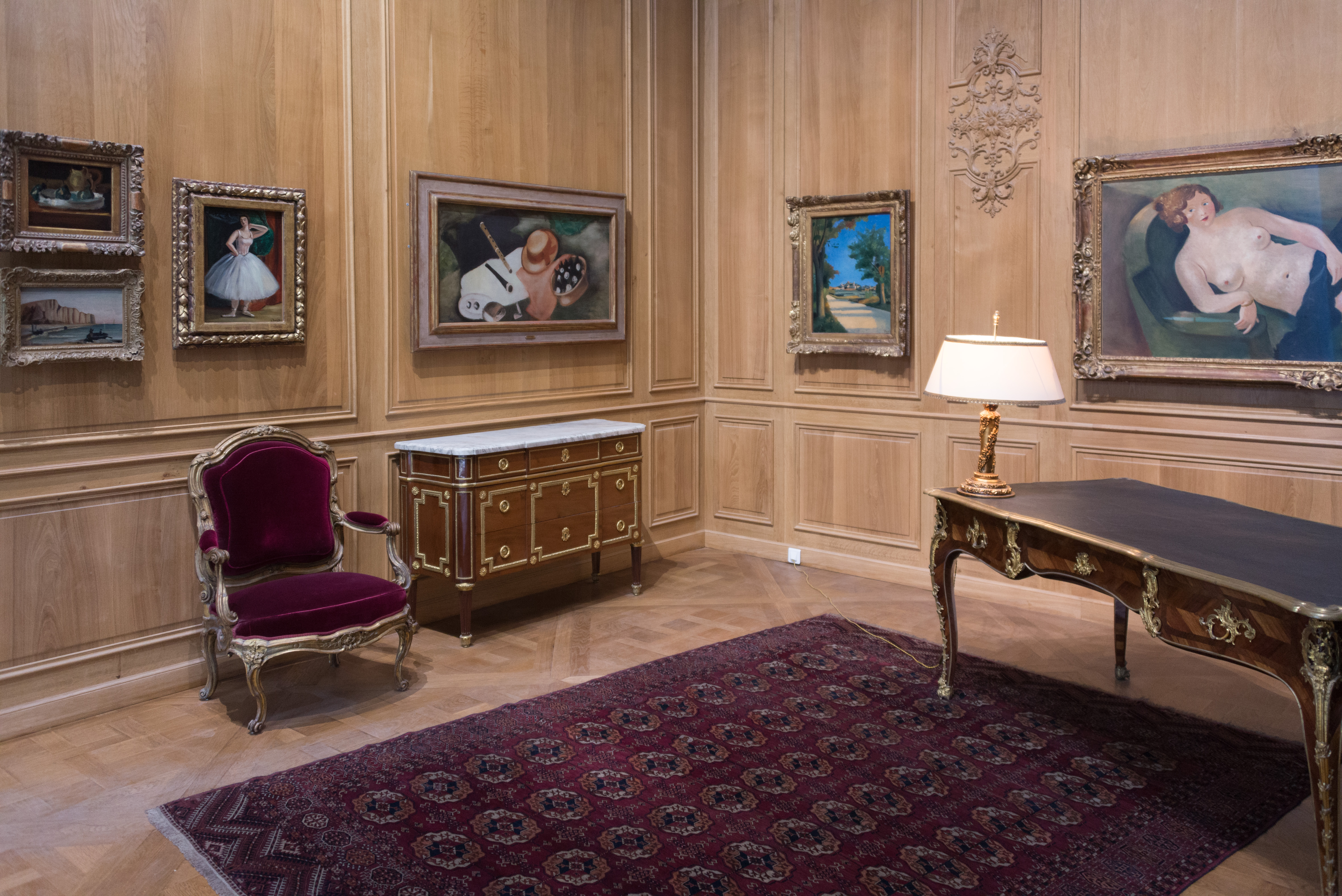
Vue de tableaux de la collection Jean Walter et Paul Guillaume accrochés au musée de l'Orangerie.

La collection Jean Walter et Paul Guillaume est une collection de tableaux constituée par le marchand d'art français Paul Guillaume puis poursuivie après sa disparition en 1934 par sa veuve Domenica et le nouvel époux de cette dernière, l'architecte Jean Walter. Aujourd'hui publique, elle est conservée au musée de l'Orangerie, à Paris.

## Collection

Portrait de Paul Guillaume, un portrait de Paul Guillaume dans la collection Jean Walter et Paul Guillaume, collection qu'il a créée, peint par Amedeo Modigliani en 1915.

La collection est composée de 156 tableaux de quatorze artistes différents que sont, par ordre alphabétique, Paul Cézanne, André Derain, Paul Gauguin, Marie Laurencin, Henri Matisse, Amedeo Modigliani, Claude Monet, Pablo Picasso, Auguste Renoir, Henri Rousseau, Alfred Sisley, Chaïm Soutine, Maurice Utrillo, Kees van Dongen. Parmi ces œuvres :
- Antonia, de Modigliani
- La Carriole du Père Junier, de Rousseau
- Claude Renoir en clown, de Renoir
- L'Enfant à la poupée, de Rousseau
- La Fabrique de chaises, de Rousseau
- La Fabrique de chaises à Alfortville, de Rousseau
- Femme nue couchée, de Renoir
- Femmes au canapé, de Matisse
- Grande Nature morte, de Picasso
- Le Jeune Apprenti, de Modigliani
- La Noce, de Rousseau
- Nu sur fond rouge, de Picasso
- Portrait de Madame Cézanne, de Cézanne
- Portrait de Mademoiselle Chanel, de Laurencin
- Paul Guillaume, Novo Pilota, de Modigliani
- Les Trois Sœurs, de Matisse

## Liste des œuvres
| Artiste           | Titre                                   | Image |
| ----------------- | --------------------------------------- | ----- |
| Paul Gauguin      | Paysage                                 |       |
| Paul Cézanne      | Portrait de Madame Cézanne              |       |
| Paul Cézanne      |                                         |       |
| Paul Cézanne      |                                         |       |
| Paul Cézanne      |                                         |       |
| Paul Cézanne      |                                         |       |
| Paul Cézanne      |                                         |       |
| Paul Cézanne      |                                         |       |
| Paul Cézanne      |                                         |       |
| Paul Cézanne      |                                         |       |
| Paul Cézanne      |                                         |       |
| Paul Cézanne      |                                         |       |
| Paul Cézanne      |                                         |       |
| Paul Cézanne      |                                         |       |
| Paul Cézanne      |                                         |       |
| Paul Cézanne      |                                         |       |
| André Derain      |                                         |       |
| André Derain      |                                         |       |
| André Derain      |                                         |       |
| André Derain      |                                         |       |
| André Derain      |                                         |       |
| André Derain      |                                         |       |
| André Derain      |                                         |       |
| André Derain      |                                         |       |
| André Derain      |                                         |       |
| André Derain      |                                         |       |
| André Derain      |                                         |       |
| André Derain      |                                         |       |
| André Derain      |                                         |       |
| André Derain      |                                         |       |
| André Derain      |                                         |       |
| André Derain      |                                         |       |
| André Derain      |                                         |       |
| André Derain      |                                         |       |
| André Derain      |                                         |       |
| André Derain      |                                         |       |
| André Derain      |                                         |       |
| André Derain      |                                         |       |
| André Derain      |                                         |       |
| André Derain      |                                         |       |
| André Derain      |                                         |       |
| André Derain      |                                         |       |
| André Derain      |                                         |       |
| André Derain      |                                         |       |
| André Derain      |                                         |       |
| Kees van Dongen   | Portrait de Paul Guillaume              |       |
| Marie Laurencin   | Portrait de Mademoiselle Chanel         |       |
| Marie Laurencin   | Danseuses espagnoles                    |       |
| Marie Laurencin   | Les Biches                              |       |
| Marie Laurencin   | Portrait de Madame Paul Guillaume       |       |
| Marie Laurencin   | Femmes au chien                         |       |
| Henri Matisse     | Les Trois Sœurs                         |       |
| Henri Matisse     | Femmes au canapé                        |       |
| Henri Matisse     | Femme au violon                         |       |
| Henri Matisse     | Odalisque à la culotte grise            |       |
| Henri Matisse     | Odalisque à la culotte rouge            |       |
| Henri Matisse     | Femme à la mandoline                    |       |
| Henri Matisse     | Nu drapé étendu                         |       |
| Henri Matisse     | Le Boudoir                              |       |
| Henri Matisse     | La Jeune Fille et le vase de fleurs     |       |
| Henri Matisse     | Odalisque bleue                         |       |
| Amedeo Modigliani | Paul Guillaume, Novo Pilota             |       |
| Amedeo Modigliani | Antonia                                 |       |
| Amedeo Modigliani | Le Jeune Apprenti                       |       |
| Amedeo Modigliani | Fille rousse                            |       |
| Amedeo Modigliani | Femme au ruban de velours               |       |
| Claude Monet      |                                         |       |
| Pablo Picasso     | Grande Nature morte                     |       |
| Pablo Picasso     | Nu sur fond rouge                       |       |
| Pablo Picasso     |                                         |       |
| Pablo Picasso     |                                         |       |
| Pablo Picasso     |                                         |       |
| Pablo Picasso     |                                         |       |
| Pablo Picasso     |                                         |       |
| Pablo Picasso     |                                         |       |
| Pablo Picasso     |                                         |       |
| Pablo Picasso     |                                         |       |
| Pablo Picasso     |                                         |       |
| Pablo Picasso     |                                         |       |
| Auguste Renoir    | Claude Renoir en clown                  |       |
| Auguste Renoir    | Femme nue couchée                       |       |
| Auguste Renoir    | Blonde à la rose                        |       |
| Auguste Renoir    | Yvonne et Christine Lerolle au piano    |       |
| Auguste Renoir    | Baigneuse aux cheveux longs             |       |
| Auguste Renoir    |                                         |       |
| Auguste Renoir    |                                         |       |
| Auguste Renoir    |                                         |       |
| Auguste Renoir    |                                         |       |
| Auguste Renoir    |                                         |       |
| Auguste Renoir    |                                         |       |
| Auguste Renoir    |                                         |       |
| Auguste Renoir    |                                         |       |
| Auguste Renoir    |                                         |       |
| Auguste Renoir    |                                         |       |
| Auguste Renoir    |                                         |       |
| Auguste Renoir    |                                         |       |
| Auguste Renoir    |                                         |       |
| Auguste Renoir    |                                         |       |
| Auguste Renoir    |                                         |       |
| Auguste Renoir    |                                         |       |
| Auguste Renoir    |                                         |       |
| Auguste Renoir    |                                         |       |
| Auguste Renoir    |                                         |       |
| Auguste Renoir    |                                         |       |
| Henri Rousseau    | La Carriole du Père Junier              |       |
| Henri Rousseau    | L'Enfant à la poupée                    |       |
| Henri Rousseau    | La Fabrique de chaises à Alfortville    |       |
| Henri Rousseau    | La Falaise                              |       |
| Henri Rousseau    | La Noce                                 |       |
| Henri Rousseau    | Le Navire dans la tempête               |       |
| Henri Rousseau    | Les Pêcheurs à la ligne                 |       |
| Henri Rousseau    | Promeneurs dans un parc                 |       |
| Alfred Sisley     | Le Chemin de Montbuisson à Louveciennes |       |
| Chaïm Soutine     |                                         |       |
| Chaïm Soutine     |                                         |       |
| Chaïm Soutine     |                                         |       |
| Chaïm Soutine     |                                         |       |
| Chaïm Soutine     |                                         |       |
| Chaïm Soutine     |                                         |       |
| Chaïm Soutine     |                                         |       |
| Chaïm Soutine     |                                         |       |
| Chaïm Soutine     |                                         |       |
| Chaïm Soutine     |                                         |       |
| Chaïm Soutine     |                                         |       |
| Chaïm Soutine     |                                         |       |
| Chaïm Soutine     |                                         |       |
| Chaïm Soutine     |                                         |       |
| Chaïm Soutine     |                                         |       |
| Chaïm Soutine     |                                         |       |
| Chaïm Soutine     |                                         |       |
| Chaïm Soutine     |                                         |       |
| Chaïm Soutine     |                                         |       |
| Chaïm Soutine     |                                         |       |
| Chaïm Soutine     |                                         |       |
| Chaïm Soutine     |                                         |       |
| Maurice Utrillo   |                                         |       |
| Maurice Utrillo   |                                         |       |
| Maurice Utrillo   |                                         |       |
| Maurice Utrillo   |                                         |       |
| Maurice Utrillo   |                                         |       |
| Maurice Utrillo   |                                         |       |
| Maurice Utrillo   |                                         |       |
| Maurice Utrillo   |                                         |       |
| Maurice Utrillo   |                                         |       |